# Chruściele (powiat ciechanowski)
Chruściele – osada w Polsce, w województwie mazowieckim, w powiecie ciechanowskim, w gminie Gołymin-Ośrodek.
Wchodzi w skład sołectwa Wróblewko.
Do 2024 r. miejscowość była częścią wsi Wróblewko. W latach 1975–1998 Chruściele należały administracyjnie do województwa ciechanowskiego.